# NGC 6296
NGC 6296 é uma galáxia espiral barrada (SBbc) localizada na direcção da constelação de Ophiuchus. Possui uma declinação de +03° 53' 40" e uma ascensão recta de 17 horas, 08 minutos e 44,6 segundos.
A galáxia NGC 6296 foi descoberta em 17 de Junho de 1863 por Albert Marth.